# Hudekamp – ein Heimatfilm
Hudekamp – ein Heimatfilm ist ein deutscher Dokumentarfilm aus dem Jahr 2012 von Pia Lenz und Christian von Brockhausen. Die Redaktion lag bei Barbara Denz. Der Film wurde im November 2012 erstmals im NDR Fernsehen ausgestrahlt.

## Handlung
Der Hausmeister in einem Hochhaus in der Lübecker Siedlung Hudekamp überwacht mit 20 Kameras tagtäglich das Geschehen im Haus. Ebenso steht er den Bewohnern mit Lob und auch Tadel zur Seite. Die Witwe Annemie und der Ex-Drogenabhängige Sebastian helfen sich gegenseitig in einer ungewöhnlichen Freundschaft. Die Eigentümer Ramona und Karsten möchten nur noch weg hier. Der 12-Jährige Ibo muss sich um seine Geschwister kümmern und hat dadurch keine richtige Kindheit. Der Student Adnan muss zwecks Lehramt-Studium jeden Tag lange Anfahrten ertragen.

## Kritiken
Rene Martens von der taz lobte „… [die Regisseure] haben dabei Impressionen einer der ungewöhnlichsten Freundschaften eingefangen, die man seit langem im Fernsehen gesehen hat. Der klapprige Sebastian, der selber offenbar kaum isst, kocht für eine eigentlich pflegebedürftige 71-jährige, er unterstützt sie auch sonst.“ […] Weiter wird gezeigt, wie zwei ‚Hilflose‘ sich nach Meinung des Hausmeisters „umeinander kümmern“. Dieser sitzt in einer Art Regieraum und ist Herr über ein bizarres System von 20 Überwachungskameras, übrigens nicht das einzige Kontrollsystem: „Ein im Haus wohnender Nazi hat für seine Wohnung noch eine eigene Videoüberwachung installiert.“ Weiter befand Martens: „Experten kommen in ‚Hudekamp – Ein Heimatfilm‘ nicht zu Wort, sondern, abgesehen von einem Lehrer, nur Bewohner. Die Autorenduo stellen sie nicht zur Schau, sie lassen ihnen ihre Würde.“
Auf Dokumentarfilm info war zu lesen, „der Film erzähl[e] sehr bildstark von Aufbruch, Resignation und Wut, aber auch von Freundschaft, Liebe und Kämpfern (wider Willen). ‚Hudekamp - Ein Heimatfilm‘ [sei] die Reise in den weggeschobenen Alltag der vielzitierten Parallelgesellschaft, die es so oder ähnlich überall in Deutschland [gebe]. Die Konfrontation mit Lebenssituationen, die man sich in der wohlbehüteten deutschen Wohlstandsgesellschaft kaum vorstellen [könne], [möge] schockieren, [es] zeig[e] sich dennoch abermals wie Menschlichkeit und Gemeinschaft nie ganz verloren gehen.“
Das filmab!-Magazin bestätigte Pia-Luisa Lenz und Christian von Brockhausen, dass sie in ihrem Dokumentarfilm Hudekamp – Ein Heimatfilm „ernüchternd ehrliche Wahrheit“ zeigen würden. Die „bedrückende Atmosphäre“ schlage „in Sekundenschnelle auch auf den Zuschauer um“. Weiter hieß es: „Durch packende Nahaufnahmen und abwechslungsreichen Schnitt bleiben die Auge an der Leinwand kleben. Und wegen der Statements der Bewohner, bei denen man weinen, schreien und den Kopf schütteln möchte. Gleichzeitig. Wer den Kinosaal mit der Erwartung betritt, Hoffnungsschimmer inmitten von grauer Tristesse zu finden, wird enttäuscht. Eine neue Sicht auf Altbekanntes. Auf Kommentare oder Wertung durch Außenstehende wird komplett verzichtet. Ist es also ein Blick auf den Rand der Gesellschaft? Eher die Momentaufnahme eines eigenen, kleinen Kosmos.“

## Auszeichnungen und Nominierungen
- Deutscher Fernsehpreis 2013 (Beste Dokumentation)
- Deutscher Sozialpreis 2013[3]
- DOKFEST München 2013 (Nominierung, Deutscher Wettbewerb)